# العلاقات البليزية الأيرلندية
العلاقات البليزية الأيرلندية هي العلاقات الثنائية التي تجمع بين بليز وجمهورية أيرلندا.

## مقارنة بين البلدين
هذه مقارنة عامة ومرجعية للدولتين:
| وجه المقارنة                                              | بليز         | جمهورية أيرلندا                                       |
| --------------------------------------------------------- | ------------ | ----------------------------------------------------- |
| المساحة (كم2)                                             | 22.97 ألف    | 70.27 ألف                                             |
| عدد السكان (نسمة)                                         | 374.68 ألف   | 4.76 مليون                                            |
| الكثافة السكانية (ن./كم²)                                 | 16.31        | 67.74                                                 |
| العاصمة                                                   | بلموبان      | دبلن                                                  |
| اللغة الرسمية                                             | لغة إنجليزية | اللغة الأيرلندية، لغة إنجليزية، الإنجليزية الأيرلندية |
| العملة                                                    | دولار بليزي  | جنيه أيرلندي، يورو، عملات اليورو الأيرلندية           |
| الناتج المحلي الإجمالي (بليون دولار)                      | 1.84 مليار   | 333.73 مليار                                          |
| الناتج المحلي الإجمالي (تعادل القوة الشرائية) بليون دولار | 3.05 مليار   | 318.16 مليار                                          |
| الناتج المحلي الإجمالي الاسمي للفرد دولار أمريكي          | 4.88 ألف     | 61.13 ألف                                             |
| الناتج المحلي الإجمالي للفرد دولار أمريكي                 | 8.42 ألف     |                                                       |
| مؤشر التنمية البشرية                                      | 0.715        | 0.916                                                 |
| رمز المكالمات الدولي                                      | +501         | +353                                                  |
| رمز الإنترنت                                              | .bz          | .ie                                                   |
| المنطقة الزمنية                                           | 00           | 00، ت ع م+01:00، أوروبا/دبلن ‏                         |

## منظمات دولية مشتركة
يشترك البلدان في عضوية مجموعة من المنظمات الدولية، منها:
| علم المنظمة | اسم المنظمة                        | تاريخ انضمام بليز | تاريخ انضمام جمهورية أيرلندا |
| ----------- | ---------------------------------- | ----------------- | ---------------------------- |
|             | مؤسسة التنمية الدولية              | 19 مارس 1982      | 22 ديسمبر 1960               |
|             | يونسكو                             | 10 مايو 1982      | 3 أكتوبر 1961                |
|             | وكالة ضمان الاستثمار متعدد الأطراف | 29 يونيو 1992     | 27 أكتوبر 1989               |
|             | الأمم المتحدة                      | 25 سبتمبر 1981    | 14 ديسمبر 1955               |
|             | الفريق المعني برصد الأرض           | ?                 | ?                            |
|             | الاتحاد البريدي العالمي            | ?                 | ?                            |
|             | البنك الدولي للإنشاء والتعمير      | 19 مارس 1982      | 8 أغسطس 1957                 |
|             | الاتحاد الدولي للاتصالات           | 16 ديسمبر 1981    | 8 ديسمبر 1923                |
|             | منظمة حظر الأسلحة الكيميائية       | ?                 | ?                            |
|             | مؤسسة التمويل الدولية              | 19 مارس 1982      | 11 سبتمبر 1958               |
|             | منظمة التجارة العالمية             | ?                 | ?                            |
|             | منظمة الشرطة الجنائية الدولية      | ?                 | ?                            |

## وصلات خارجية
- موقع وزارة الخارجية البليزية
- موقع وزارة الخارجية الأيرلندية